# Dvojiški logaritem
Dvojiški logaritem (ali binarni logaritem) je v matematiki logaritem z osnovo 2 (dvojiška osnova).:201 Je inverzna funkcija:
{\displaystyle n\mapsto 2^{n}\!\,.}
Dvojiški logaritem n je potenca na katero je treba dvigniti število 2, da se dobi vrednost n. Zaradi tega so dvojiški logaritmi primerni za računanja, ki vsebujejo potence od 2, na primer podvojitve. 
| {\displaystyle n\,}                    | 1 | 2 | 4 | 8 | 16 | 32 | 64 | 128 | 256 |
| {\displaystyle \operatorname {lb} n\,} | 0 | 1 | 2 | 3 | 4  | 5  | 6  | 7   | 8   |

Dvojiški logaritem števila x je tako rešitev enačbe:
{\displaystyle 2^{a}=x\quad (n>0)\!\,.}
Funkcija dvojiškega logaritma se označuje (glede na standard ISO 31-11) kot {\displaystyle \operatorname {lb} x\,}, {\displaystyle \operatorname {lb} (x)\,} ali {\displaystyle \log _{2}x\,}. Funkcija se označuje tudi kot {\displaystyle \operatorname {ld} x\,} (po kratici latinskega imena logarithmus duālis, še posebej v nemških virih) ali {\displaystyle \lg x\,}. {\displaystyle \lg x\,} se še posebej pogosto rabi v teoriji števil. V TeX je običajno funkcija predefinirana z \lg, za pravilni zapis »lb« ali zapis »ld« pa jo je treba na novo definirati s pomočjo \operatorname.
Nadaljnji zgledi:
{\displaystyle \operatorname {lb} 0{,}5=-1;\,\operatorname {lb} 3=1,584963;\,\operatorname {lb} \pi \approx 1,651496;\,\operatorname {lb} 5^{\pi }\approx 7,294552;\,\operatorname {lb} {\frac {1}{256}}=-8}

## Uporaba
Dvojiški logaritem npr. nastopa pri obrazcu za število enotskih lastnih vrednostih Redhefferjeve matrike. Velikokrat se rabi v računalništvu in teoriji informacij, saj je tesno povezan z dvojiškim številskim sistemom. Število števk (bitov) v dvojiški predstavitvi pozitivnega celega števila n je enako vsoti (spodnjega) celega dela n in 1, oziroma:
{\displaystyle \lfloor \operatorname {lb} \,n\rfloor +1\!\,.}
V teoriji informacij definicija količine lastne informacije in informacijske entropije vsebuje dvojiški logaritem. To je potrebno, ker se bit kot enota za informacijo nanaša na informacijo, ki izhaja iz pojavitve enega ali dveh enako verjetnih možnih dogodkov. Če se za računanje funkcij v teoriji informacij namesto dvojiškega logaritma rabi naravni logaritem {\displaystyle \log _{e}x\equiv \ln x\,}, se logaritemska naravna enota za informacijo, oziroma entropijo, imenuje nat. Če se rabi desetiški logaritem {\displaystyle \log _{10}x\equiv \log x\,}, je enota ban.
V programu za simbolno računanje Maple je dvojiški logaritem določen z log[2](n), v programu Mathematica pa z Log[2, z] in Log2[z].

## Algebrske značilnosti
Dvojiški logaritem narašča počasneje od katere koli potence števila {\displaystyle x\,}.:201

## Računanje
Za računanje lb n na kalkulatorjih, ki nimajo te funkcije, se lahko uporabi naravni logaritem »ln« ali desetiški logaritem »log«. Obrazec za spremembo logaritemske osnove je: 
{\displaystyle \operatorname {lb} n={\frac {\ln n}{\ln 2}}={\frac {\log n}{\log 2}}\!\,,}
kjer je ln 2 naravni logaritem števila 2 z desetiško vrednostjo:
0,6931471805599453094172321214581765680755001343602552541206800094933...,
log 2 pa desetiški logaritem števila 2 z vrednostjo:
0,3010299956639811952137388947244930267681898814621085413104274611271...